# 玛丁圆腹蛛
玛丁圆腹蛛（学名：Dipoena martinae）为球蛛科圆腹蛛属的动物。分布于塞舌尔以及中国大陆的江西、海南等地，常见于灌木丛中。